# Apochinomma myrmecioides
Apochinomma myrmecioides là một loài nhện trong họ Corinnidae.
Loài này thuộc chi Apochinomma. Apochinomma myrmecioides được Cândido Firmino de Mello-Leitão miêu tả năm 1922.